# Mgławica Mewa

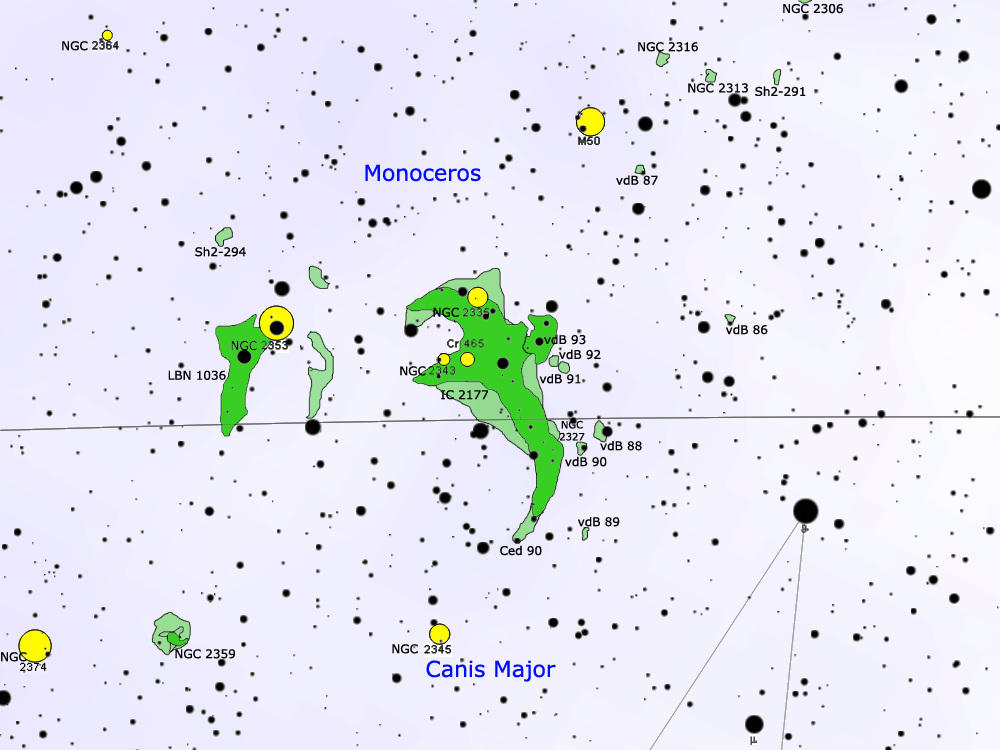
Mapa nieba w okolicach Mgławicy Mewa

Mgławica Mewa (często oznaczana numerem IC 2177) – popularna nazwa wielkiego obszaru H II znajdującego się na granicy gwiazdozbiorów Wielkiego Psa i Jednorożca w odległości około 3800 lat świetlnych. Została tak nazwana, gdyż jej kształt przypomina sylwetkę lecącej mewy. Mgławica ta na niebie widoczna jest niedaleko od Syriusza, jednak w rzeczywistości znajduje się ponad 400 razy dalej niż ta najjaśniejsza gwiazda nocnego nieba.
Mgławica Mewa leży w jednym z ramion spiralnych Drogi Mlecznej. Należy do wielkiej asocjacji gwiazdowej CMa OB1, czasem też powiązaną z mgławicą asocjację gwiazd określa się oznaczeniem CMa R1.

## Opis mgławicy
Mgławica Mewa jest olbrzymim obłokiem zbudowanym głównie z gazu wodorowego, który jest jonizowany przez silne promieniowanie pobliskich gwiazd, co nadaje mgławicy intensywny czerwony kolor (jest to tzw. obszar H II). W mgławicy gwałtownie tworzą się nowe, gorące gwiazdy. W niektórych rejonach mgławicy światło z gorących niebiesko-białych gwiazd jest rozpraszane na niewielkich cząsteczkach pyłu, co w efekcie barwi okolicę na niebiesko.
Mgławica Mewa zasadniczo składa się z dwóch części – „głowy” i „skrzydeł”. Jaśniejszą „głowę” stanowi obszar H II z mgławicą refleksyjną, oznaczony w katalogu Sharplessa numerem 292 (Sharpless 2-292), a w drugiej części Index Catalogue – numerem IC 2177. Rozświetlająca tę mgławicę młoda gwiazda HD 53367 stanowi „oko” Mewy. Bardziej rozmyta mgławica Sharpless 2-296 stanowi „skrzydła”. Rozpiętość „skrzydeł” wynosi około 250 lat świetlnych. Niektóre źródła zaliczają do Mgławicy Mewa małą mgławicę Sharpless 2-297, stanowiącą mały dodatek do czubka prawego „skrzydła”.
W obszarze Mgławicy Mewa znajdują się dwie gromady otwarte: NGC 2335 oraz NGC 2343, które tworzą gromadę podwójną o wspólnej przeszłości.

## Historia odkryć
W 1785 roku ten rejon nieba obserwował przez swój teleskop William Herschel i odkrył gromady gwiazd NGC 2335, NGC 2343 oraz towarzyszącą Mgławicy Mewa małą, ale stosunkowo jasną mgławicę NGC 2327 położoną na przedniej krawędzi prawego „skrzydła”. Samej Mgławicy Mewa nie udało mu się dostrzec, mimo jej ogromnych rozmiarów, gdyż przez zwykły teleskop optyczny jest ona praktycznie niewidoczna. Jaśniejszą „głowę” odkrył dopiero w 1898 roku Isaac Roberts na wykonanym przez siebie zdjęciu. Rozciągające się na kilka stopni kątowych skrzydła opisał Max Wolf, choć i jemu prawdopodobnie nie udało się sfotografować całej mgławicy.

## Nieścisłości w oznaczeniach katalogowych Mgławicy Mewa
Wiele źródeł popularnonaukowych (np. serwis APOD) za IC 2177 błędnie uznaje „skrzydła” Mgławicy Mewa, natomiast jej „głowę” identyfikuje jako NGC 2327 (w rzeczywistości obiektem NGC 2327 jest wspomniana wyżej niewielka mgławica odkryta przez Herschela ).
Europejskie Obserwatorium Południowe, a także wiele innych serwisów bądź publikacji, za obiekt IC 2177 uznaje całą Mgławicę Mewa.